# Lijst van trainers van PSV (vrouwen)
Deze lijst omvat de voetbalcoaches die de vrouwen van de Nederlandse club PSV hebben getraind van 2012 tot op heden.
| Seizoen | Trainer(s)        | Prijzen    | Bijzonderheden           |
| ------- | ----------------- | ---------- | ------------------------ |
| 2025/26 | Roeland ten Berge |            | 0                        |
| 2024/25 | Roeland ten Berge |            | 0                        |
| 2023/24 | Roeland ten Berge |            | 0                        |
| 2022/23 | Rick de Rooij     |            | 0                        |
| 2021/22 | Rick de Rooij     |            | 0                        |
| 2020/21 | Rick de Rooij     | KNVB Beker | 0                        |
| 2019/20 | Rick de Rooij     |            | 0                        |
| 2019/20 | Sander Luiten     |            | 0                        |
| 2018/19 | Sander Luiten     |            | 0                        |
| 2017/18 | Nebojša Vuckovic  |            | 0                        |
| 2016/17 | Nebojša Vuckovic  |            | 0                        |
| 2015/16 | Nebojša Vuckovic  |            | 0                        |
| 2014/15 | Nebojša Vuckovic  |            | 0                        |
| 2013/14 | Nebojša Vuckovic  |            | 0                        |
| 2012/13 | Nebojša Vuckovic  |            | 0                        |
| 2012/13 | Hesterine de Reus |            | Eerste hoofdtrainer ooit |